# 第14回英国インディペンデント映画賞
第14回英国インディペンデント映画賞は、2011年のイギリスのインディペンデント映画を対象2011年12月4日にオールド・ビリングスゲート・マーケットで発表された。

## 受賞とノミネート
太字は受賞。

### 作品賞
- 『思秋期』
  - 『アイルトン・セナ 〜音速の彼方へ』
  - 『SHAME -シェイム-』
  - 『裏切りのサーカス』
  - 『少年は残酷な弓を射る』

### 監督賞
- リン・ラムジー – 『少年は残酷な弓を射る』
  - ベン・ウィートリー – 『キル・リスト』
  - スティーヴ・マックイーン – 『SHAME -シェイム-』
  - トーマス・アルフレッドソン – 『裏切りのサーカス』
  - パディ・コンシダイン – 『思秋期』

### ダグラス・ヒコックス賞（新人監督賞）
- パディ・コンシダイン – 『思秋期』
  - ジョー・コーニッシュ – 『アタック・ザ・ブロック』
  - レイフ・ファインズ – 『英雄の証明』
  - ジョン・マイケル・マクドナー – 『ザ・ガード〜西部の相棒〜』
  - リチャード・アイオアディ – 『サブマリン』

### 主演男優賞
- マイケル・ファスベンダー – 『SHAME -シェイム-』
  - ブレンダン・グリーソン – 『ザ・ガード〜西部の相棒〜』
  - ニール・マスケル – 『キル・リスト』
  - ゲイリー・オールドマン – 『裏切りのサーカス』
  - ピーター・マラン –『思秋期』

### 主演女優賞
- オリヴィア・コールマン – 『思秋期』
  - レベッカ・ホール – 『アウェイクニング』
  - ミア・ワシコウスカ – 『ジェーン・エア』
  - マイアンナ・バーリング – 『キル・リスト』
  - ティルダ・スウィントン – 『少年は残酷な弓を射る』

### 助演男優賞
- マイケル・スマイリー – 『キル・リスト』
  - トム・ハーディ – 『裏切りのサーカス』
  - ベネディクト・カンバーバッチ – 『裏切りのサーカス』
  - エディ・マーサン – 『思秋期』
  - エズラ・ミラー – 『少年は残酷な弓を射る』

### 助演女優賞
- ヴァネッサ・レッドグレイヴ – 『英雄の証明』
  - フェリシティ・ジョーンズ – Albatross
  - キャリー・マリガン – 『SHAME -シェイム-』
  - サリー・ホーキンス – 『サブマリン』
  - キャシー・バーク – 『裏切りのサーカス』

### 脚本賞
- リチャード・アイオアディ – 『サブマリン』
  - ジョン・マイケル・マクドナー – 『ザ・ガード〜西部の相棒〜』
  - ベン・ウィートリー、エイミー・ジャンプ – 『キル・リスト』
  - アビ・モーガン、スティーヴ・マックイーン – 『SHAME -シェイム-』
  - リン・ラムジー、ローリー・ステュアート・キニア – 『少年は残酷な弓を射る』

### ニューカマー賞
- トム・カレン – 『ウィークエンド』
  - ジェシカ・ブラウン・フィンドレイ – Albatross
  - ジョン・ボヤーガ – 『アタック・ザ・ブロック』
  - クレイグ・ロバーツ – 『サブマリン』
  - ヤスミン・ペイジ – 『サブマリン』

### 製作業績賞
- 『ウィークエンド』
  - 『キル・リスト』
  - 『思秋期』
  - Wild Bill
  - 『YOU INSTEAD』

### 技術貢献賞
- マリア・ジャーコヴィク – 美術 – 『裏切りのサーカス』
  - グレッガーズ・ソール、クリス・キング – 編集 – 『アイルトン・セナ 〜音速の彼方へ』
  - ショーン・ボビット – 撮影 – 『SHAME -シェイム-』
  - ジョー・ウォーカー – 編集 – 『SHAME -シェイム-』
  - シェイマス・マクガーヴェイ – 撮影 – 『少年は残酷な弓を射る』

### 英国ドキュメンタリー賞
- 『アイルトン・セナ 〜音速の彼方へ』
  - Hell and Back Again
  - 『LIFE IN A DAY 地球上のある一日の物語』
  - 『プロジェクト・ニム』
  - 『クローサー・トゥ・ザ・エッジ マン島TTライダー（英語版）』

### 英国短編賞
- Chalk
  - 0507
  - Love at First Sight
  - Rite
  - Rough Skin

### 外国映画賞
- 『別離』
  - 『アニマル・キングダム』
  - 『ドライヴ』
  - 『Pina/ピナ・バウシュ 踊り続けるいのち』
  - 『私が、生きる肌』

### レイダンス賞
- Leaving Baghdad
  - Acts of Godfrey
  - Black Pond
  - Hollow
  - A Thousand Kisses Deep

### リチャード・ハリス賞
- レイフ・ファインズ

### ヴァラエティ賞
- ケネス・ブラナー

### 特別審査員賞
- グレアム・イーストン